# Bâtons brisés

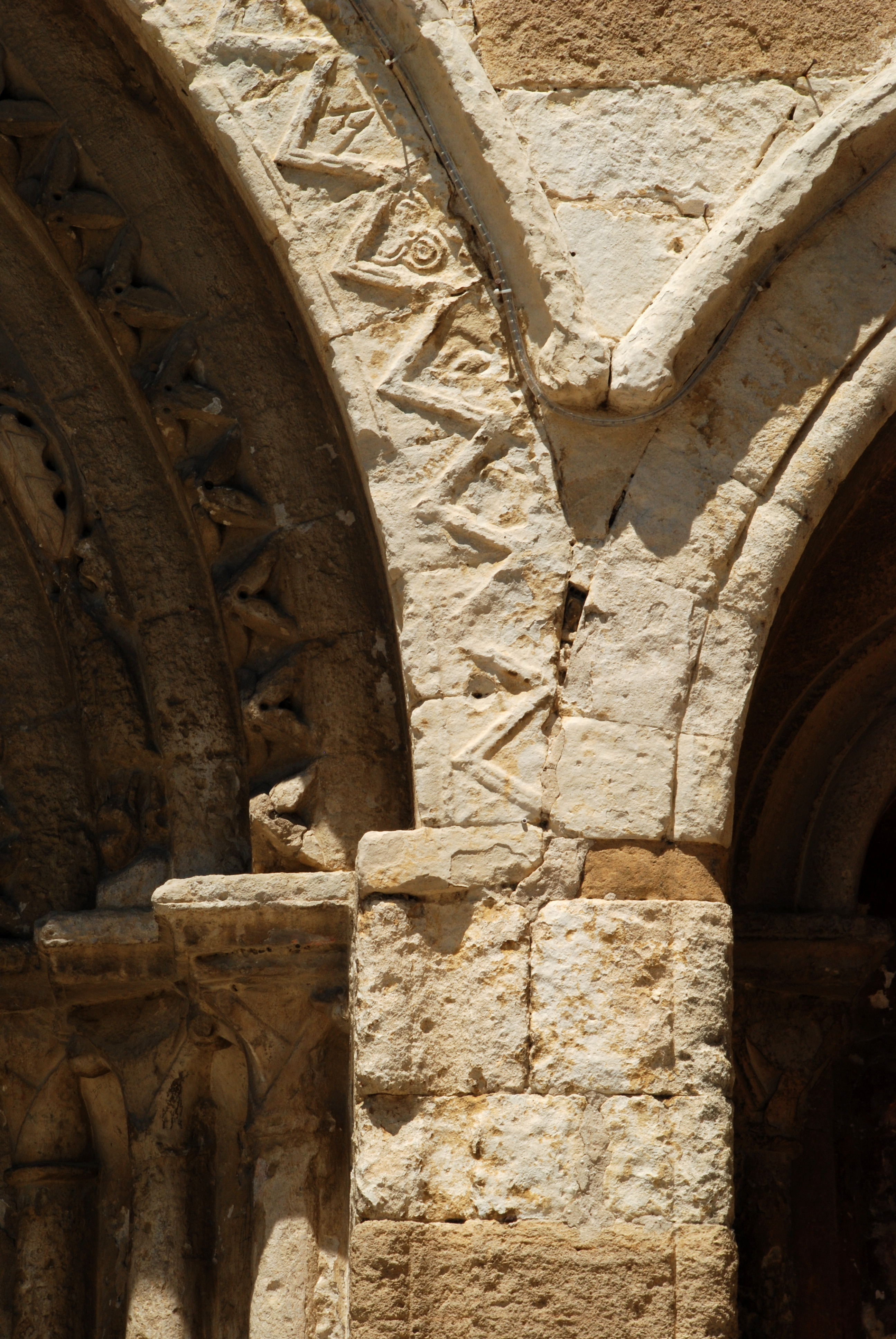
Cordon de bâtons brisés au portail de l'église Notre-Dame-de-Nazareth de Valréas.

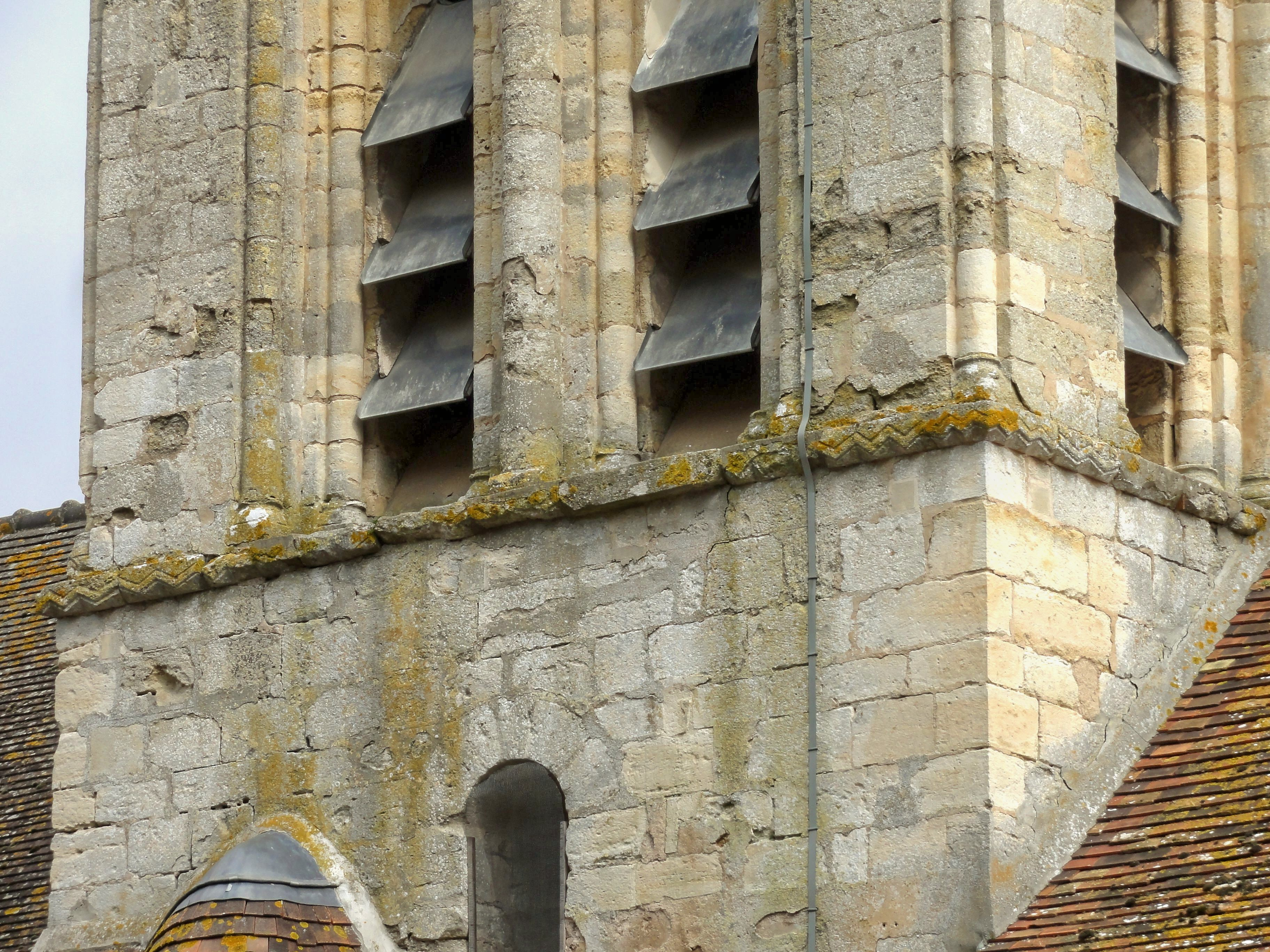
Sur le clocher de l'église Saint-Lucien de Courcelles-sur-Viosne.

Le motif de bâtons brisés, également dit de bâtons rompus ou de chevrons, est un motif ornemental constitué de segments de droite en relief disposés en zigzag, que l'on retrouve dans l'architecture romane, dans le style de transition roman-gothique, dans l'architecture mudéjare ainsi que dans l'architecture néogothique. Ce motif peut être simplement qualifié  de zigzags par certains auteurs, comme Arcisse de Caumont,.

## Description
Ce type d'ornement architectural en bandeau est composé de segments de droite disposés en zigzag et se détachant en relief du plan de la maçonnerie. Il se distingue de la frise de dents de scie qui est composée de petits triangles plans.
Dans certains cas, cependant, ces deux ornements se combinent, le cordon de bâtons brisés épousant de près le tracé de la frise de dents de scie, comme au portail de l'église Notre-Dame de Taverny par exemple.
Contrairement à la frise de dents d'engrenage et à la frise de dents de scie qui prennent la forme soit d'une frise rectiligne soit d'une frise en plein cintre, le cordon de bâtons brisés suit presque toujours le profil de l'arcature, mais accompagne rarement les piédroits ou bien forme un bandeau horizontal. Il s'applique majoritairement aux portails et arcades.
Le bandeau peut se présenter comme un tore ou un boudin bien découpé. Plusieurs rangs de bâtons brisés peuvent être juxtaposées tant sur l'extérieur d'une arcade que dans l'intrados, de sorte de former des losanges le long de l'angle.

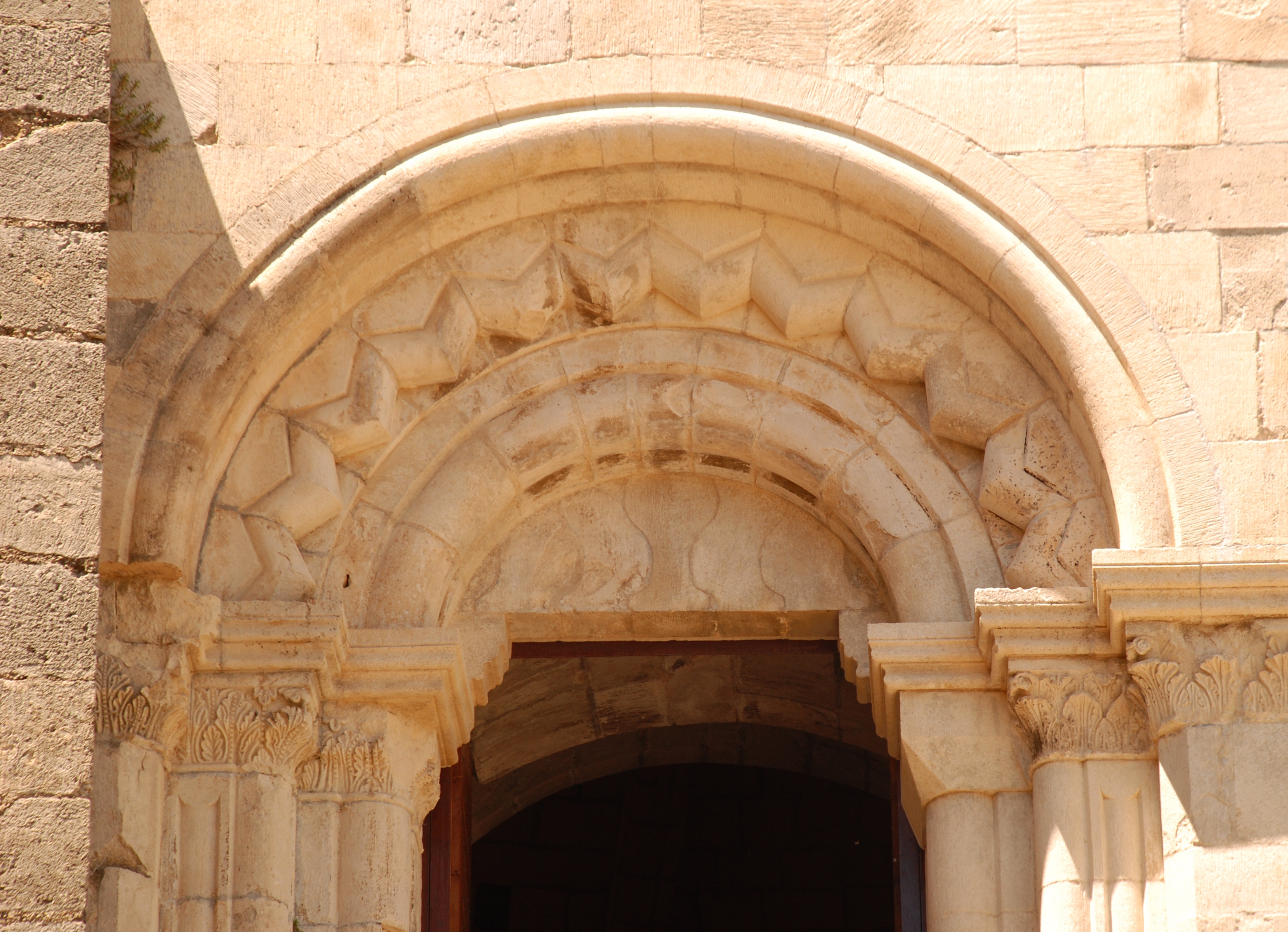
Le deuxième rouleau de l'arc plein-cintre à ressauts de la porte romane du château de Simiane-la-Rotonde.
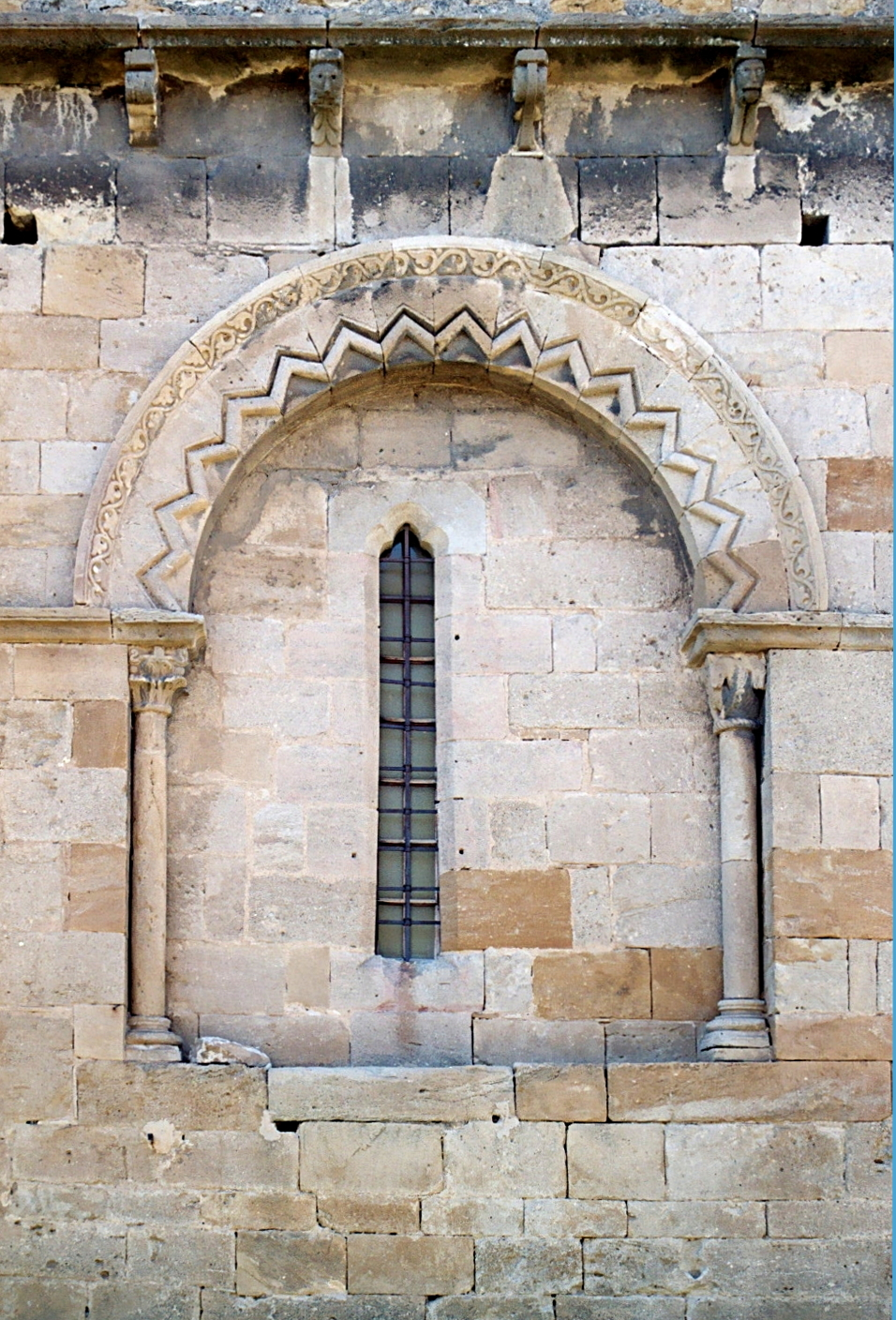
Arc plein-cintre de l'église Notre-Dame de Mailhat.

## Le motif de bâtons brisés dans l'architecture romane
D'origine anglo-normande,, le motif de bâtons brisés se propage dans l'architecture romane du Vexin français (dix portails repérés) et du sud de la Picardie dès la fin du XIe siècle, puis trouve une diffusion plus large durant la seconde moitié du XIIe siècle.
On le retrouve, par exemple, sous forme simple au portail de l'église Notre-Dame-de-Nazareth de Valréas, de l'église Notre-Dame de Trumilly et de l'église Saint-Lucien de Bury, et sous forme double au portail de l'église Saint-Martin de Lierville et de plusieurs églises du département de la Manche comme Saint-Pair de Sartilly, Saint-Pair d'Yquelon et Notre-Dame de Bréville-sur-Mer. Dans les grandes arcades de la nef, les bâtons brisés apparaissent dans l'église de Bury et dans l'église Saint-Denis de Foulangues. Plus rarement, les bâtons brisés peuvent être utilisés sur les piédroits des arcades, comme c'est le cas dans la salle des Maréchaux à l'étage du château royal de Senlis, ruiné.

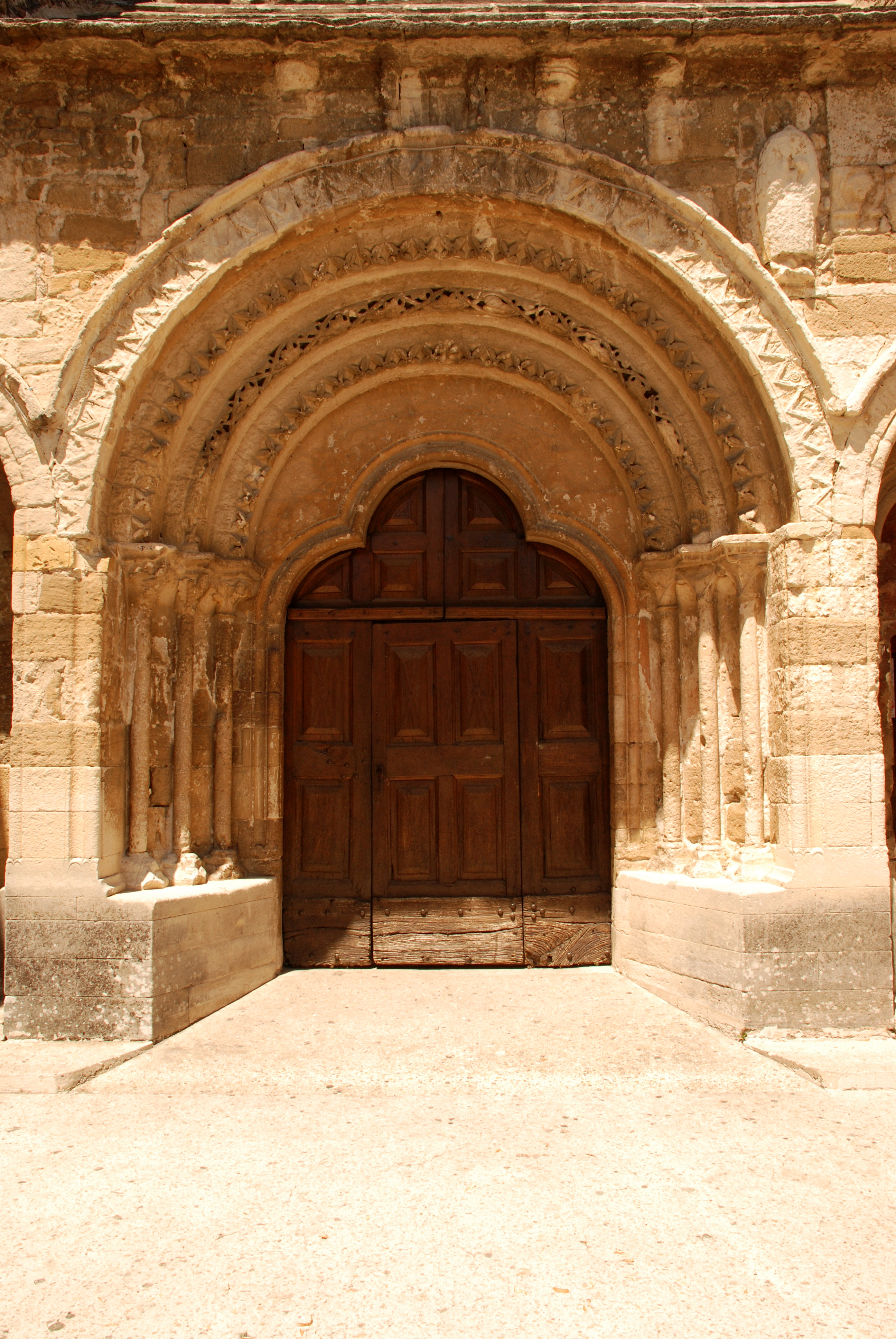
Église Notre-Dame-de-Nazareth de Valréas.
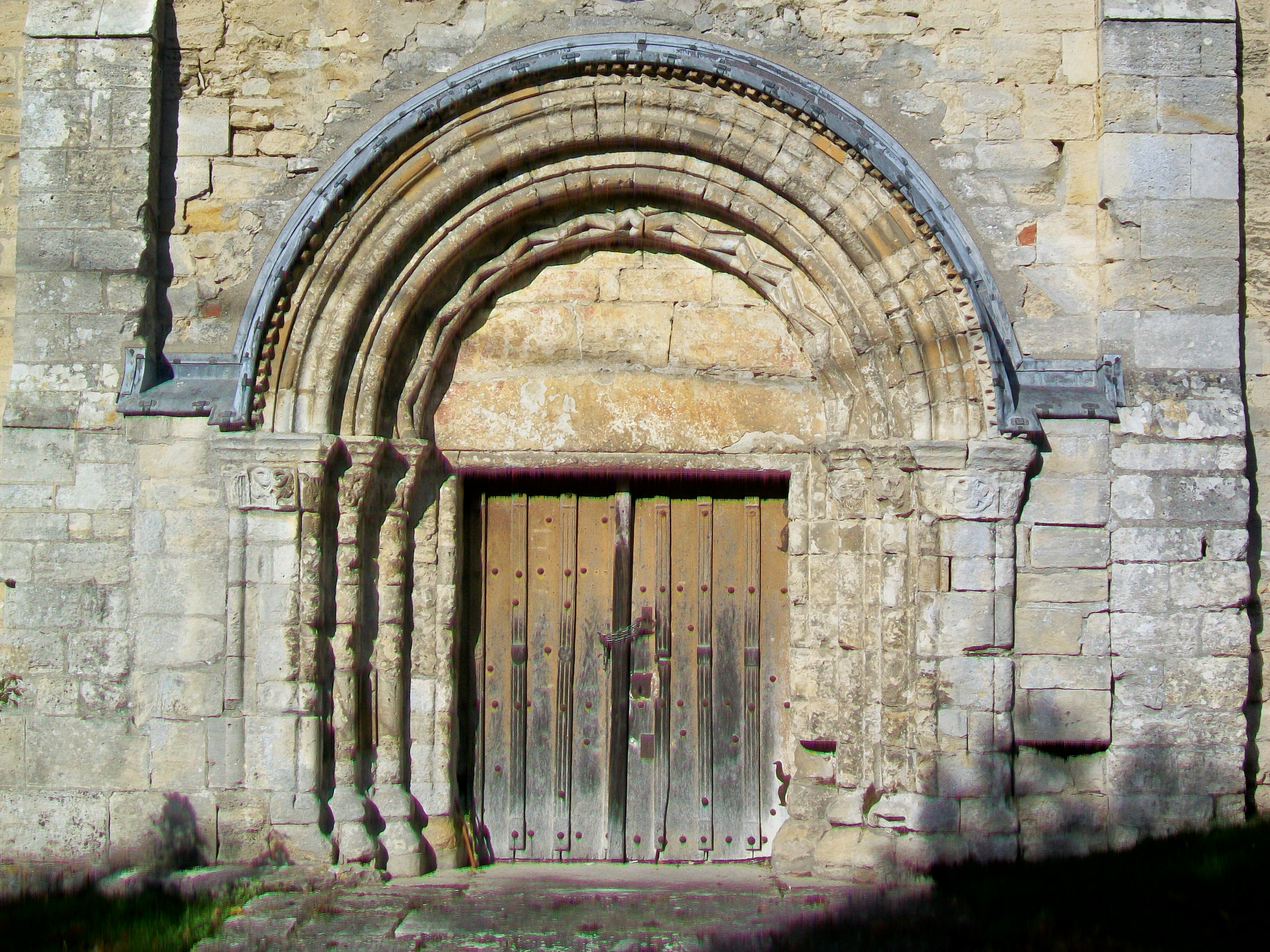
Portail latéral de l'église Saint-Lucien de Bury.
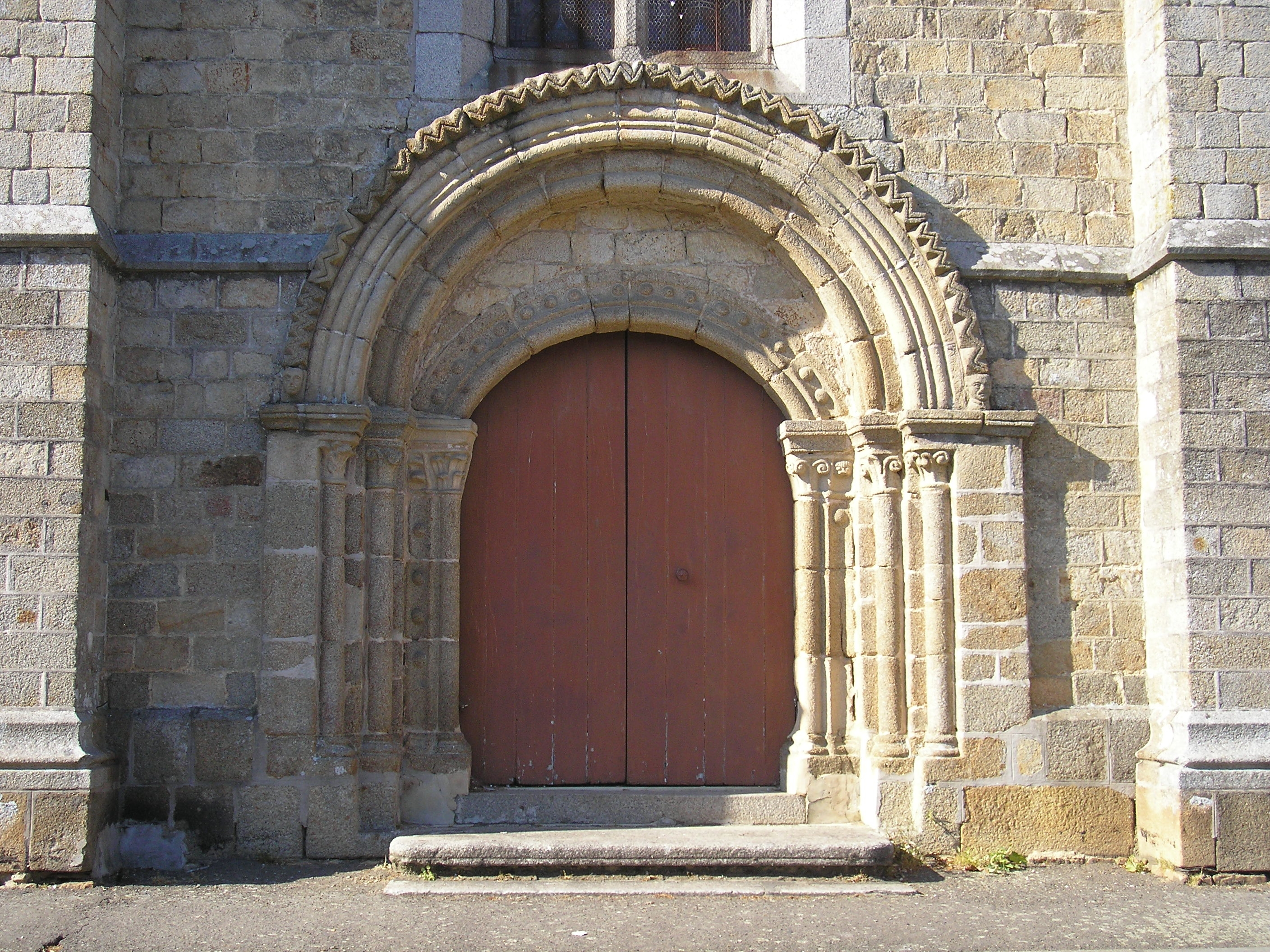
Double cordon de bâtons brisés au portail de l'église Saint-Pair de Sartilly.
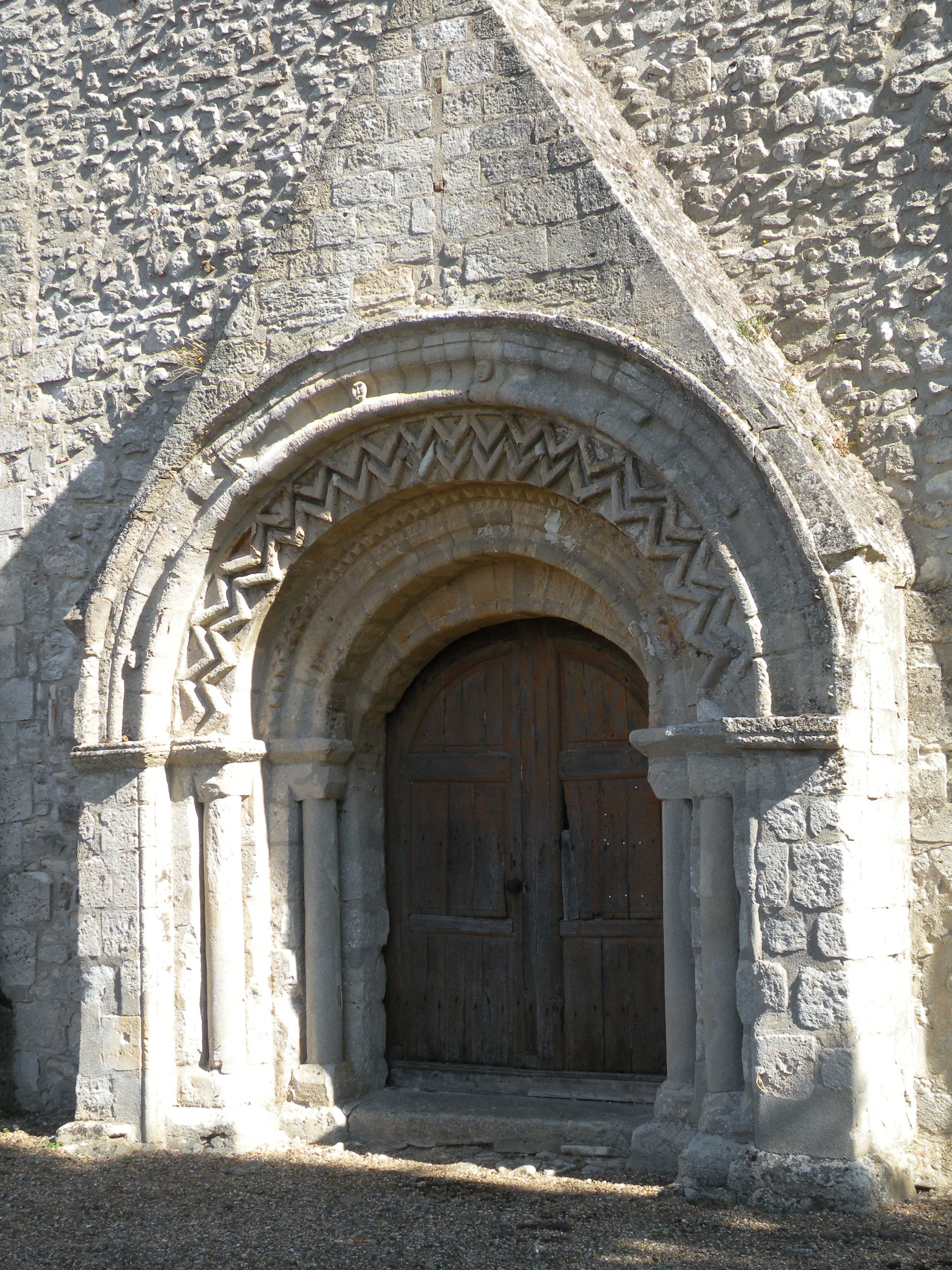
Double cordon de bâtons brisés au portail de l'église Saint-Martin de Lierville.
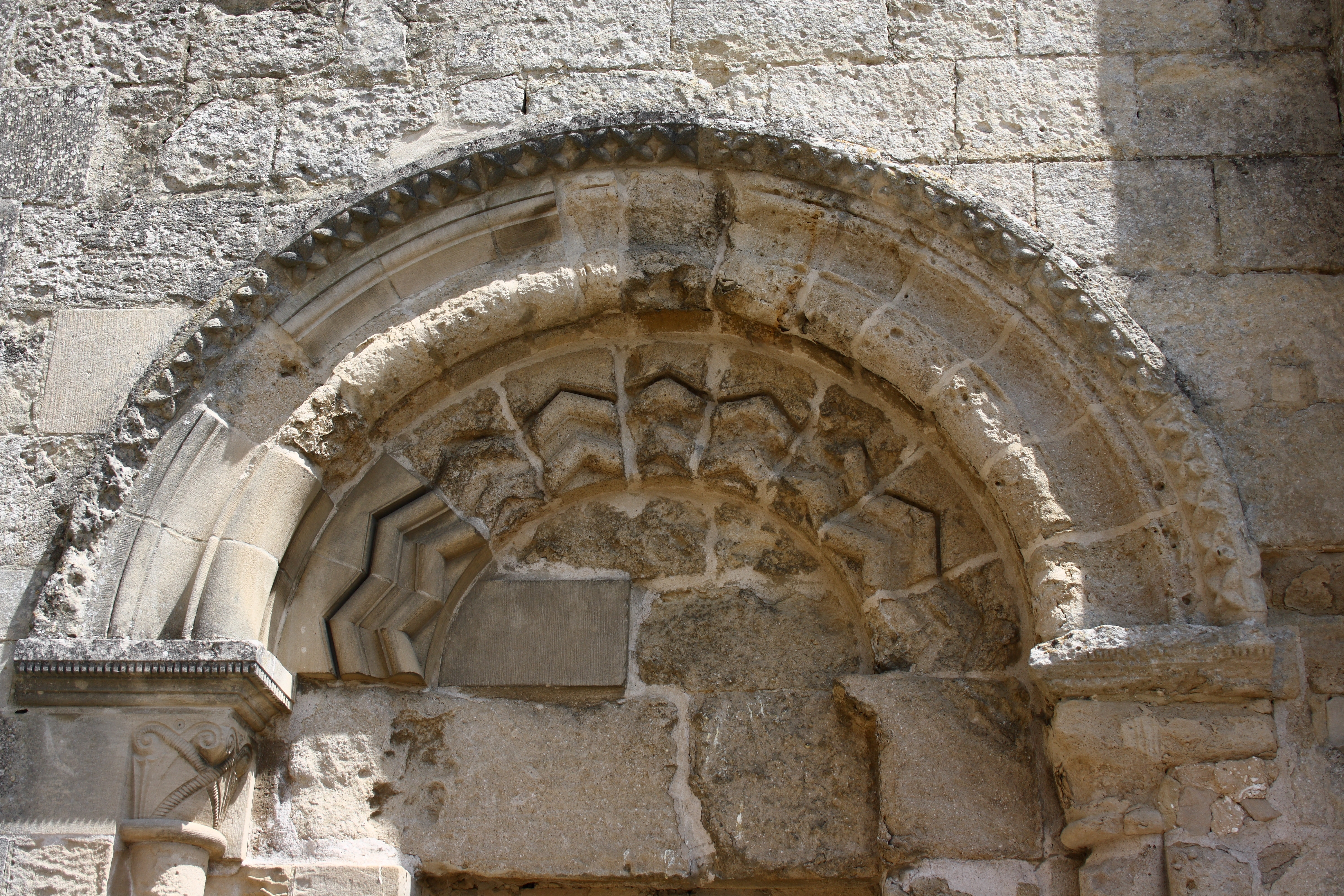
Double cordon au portail latéral de l'église Saint-Pierre-et-Saint-Paul de Santeuil.
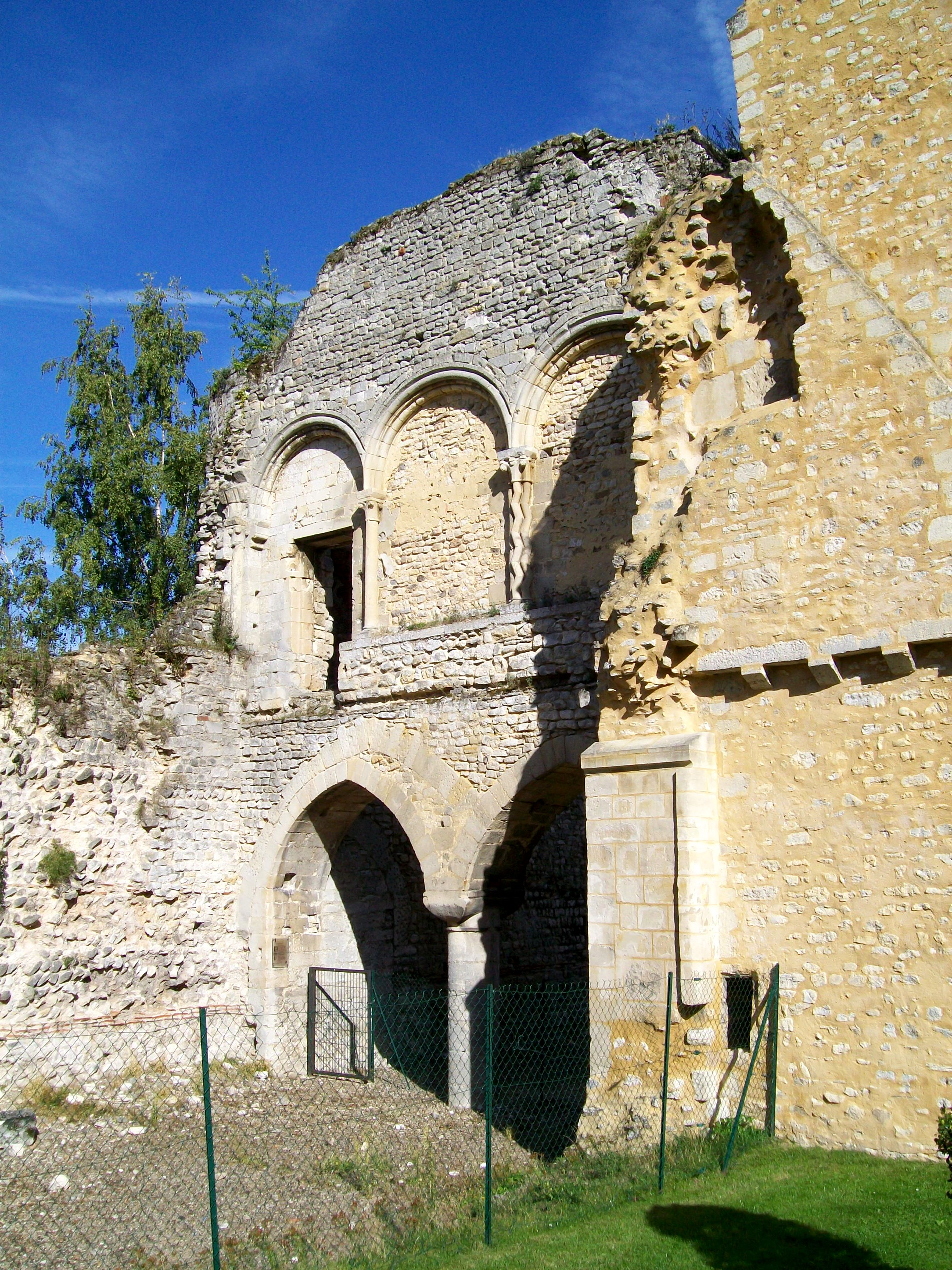
Château royal de Senlis, grande salle à l'étage.

## Le motif de bâtons brisés dans la période de transition roman-gothique
Le motif de bâtons brisés est encore fréquemment utilisé dans la période de transition roman-gothique, toujours durant la seconde moitié du XIIe siècle.
C'est ainsi qu'on le retrouve sur les portails en arc légèrement brisé de l'abbaye Notre-Dame de Ganagobie, de l'église Notre-Dame-de-la-Nativité de Lavilletertre et de l'église prieurale de Saint-Leu-d'Esserent.
Ce motif orne également les arcades en arc brisé du prieuré Notre-Dame de Salagon, les grandes arcades de l'abside de l'église Saint-Sulpice de Chars et de l'abbatiale de Saint-Germer-de-Fly, les fenêtres de la salle de la tribune de l'église de Saint-Leu-d'Esserent, ou bien les arcades de la travée sous clocher nord de la basilique Saint-Denis, faisant partie de la basilique bâtie par Suger.

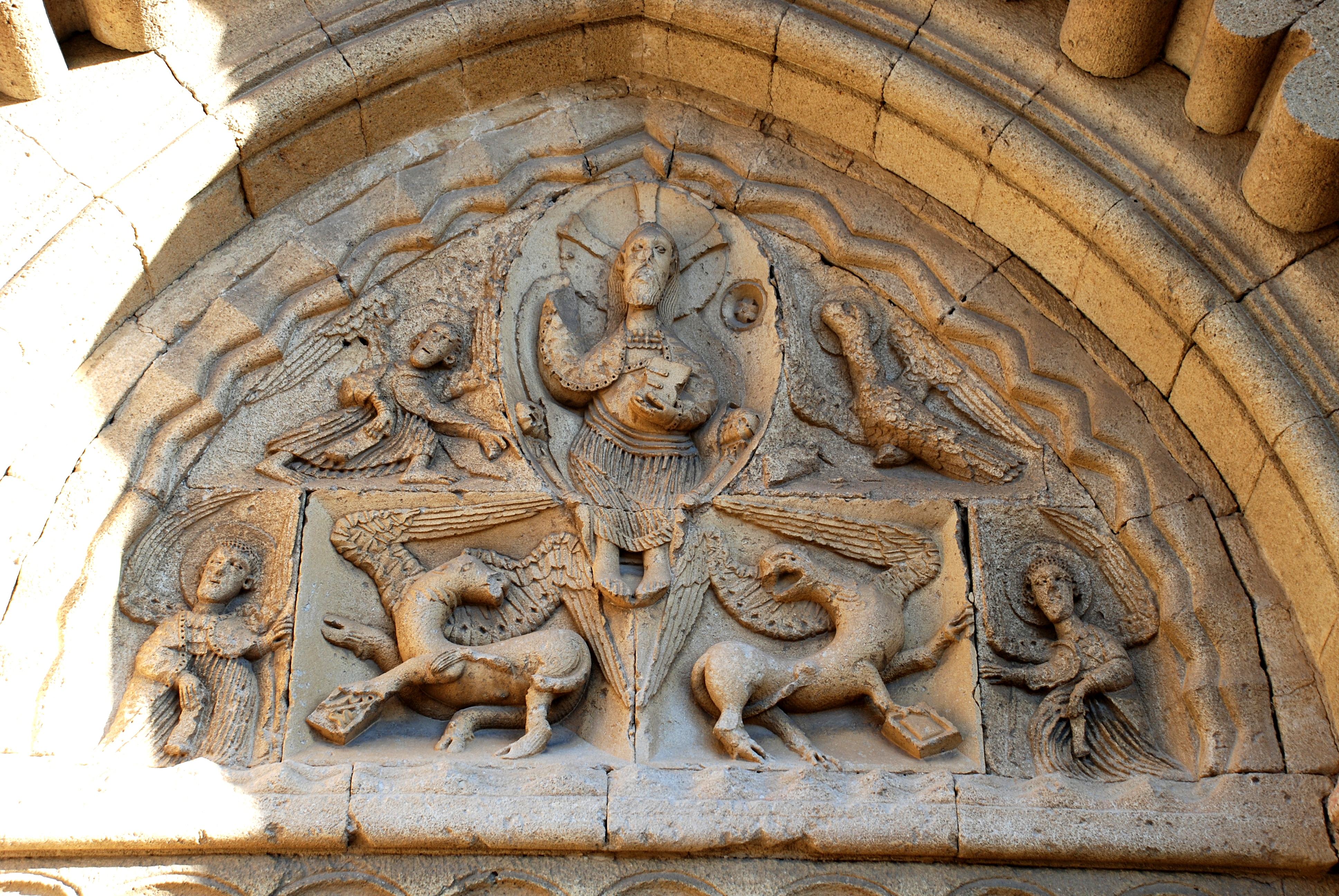
Abbaye Notre-Dame de Ganagobie, tympan.
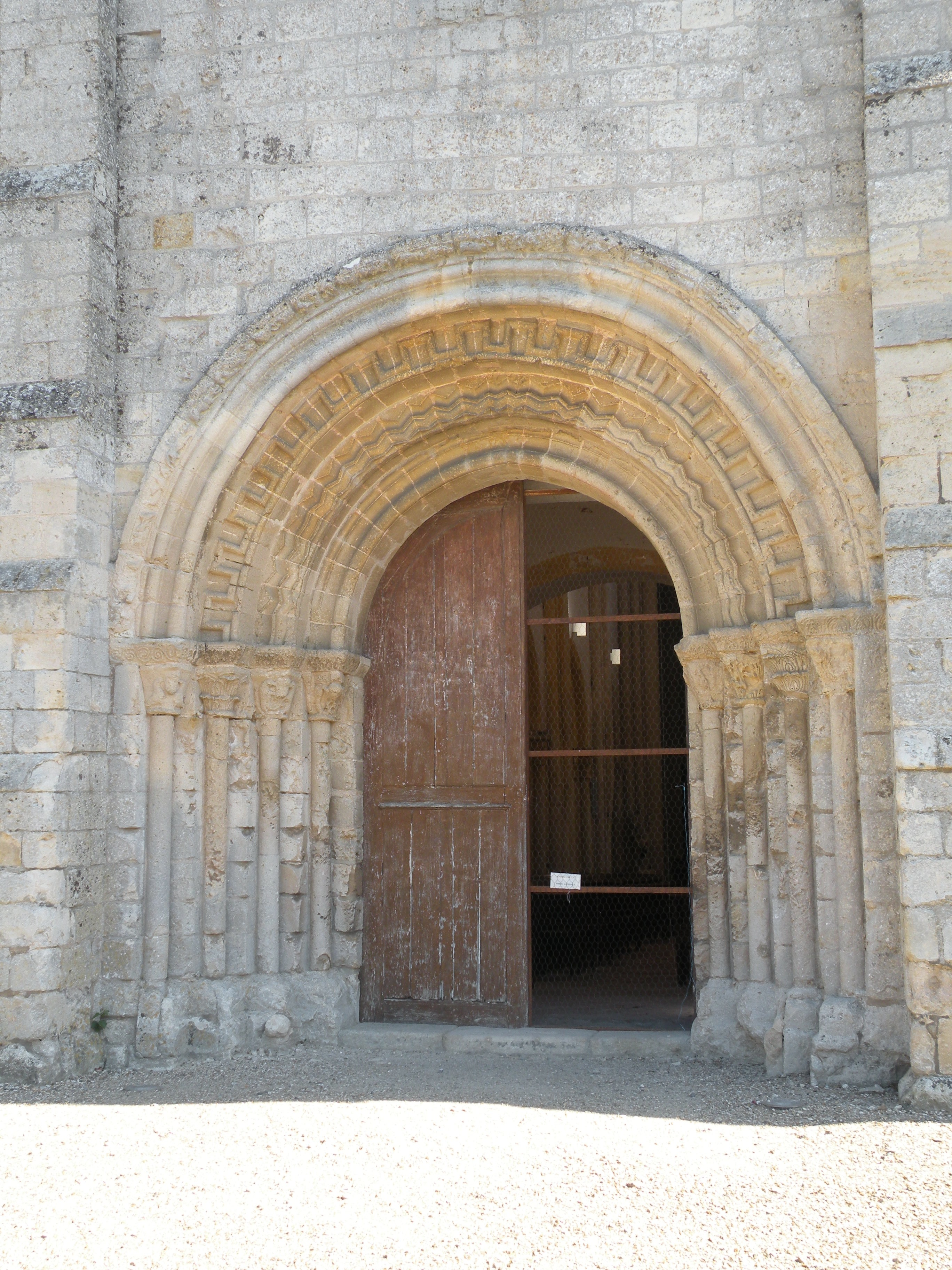
Église Notre-Dame-de-la-Nativité de Lavilletertre.
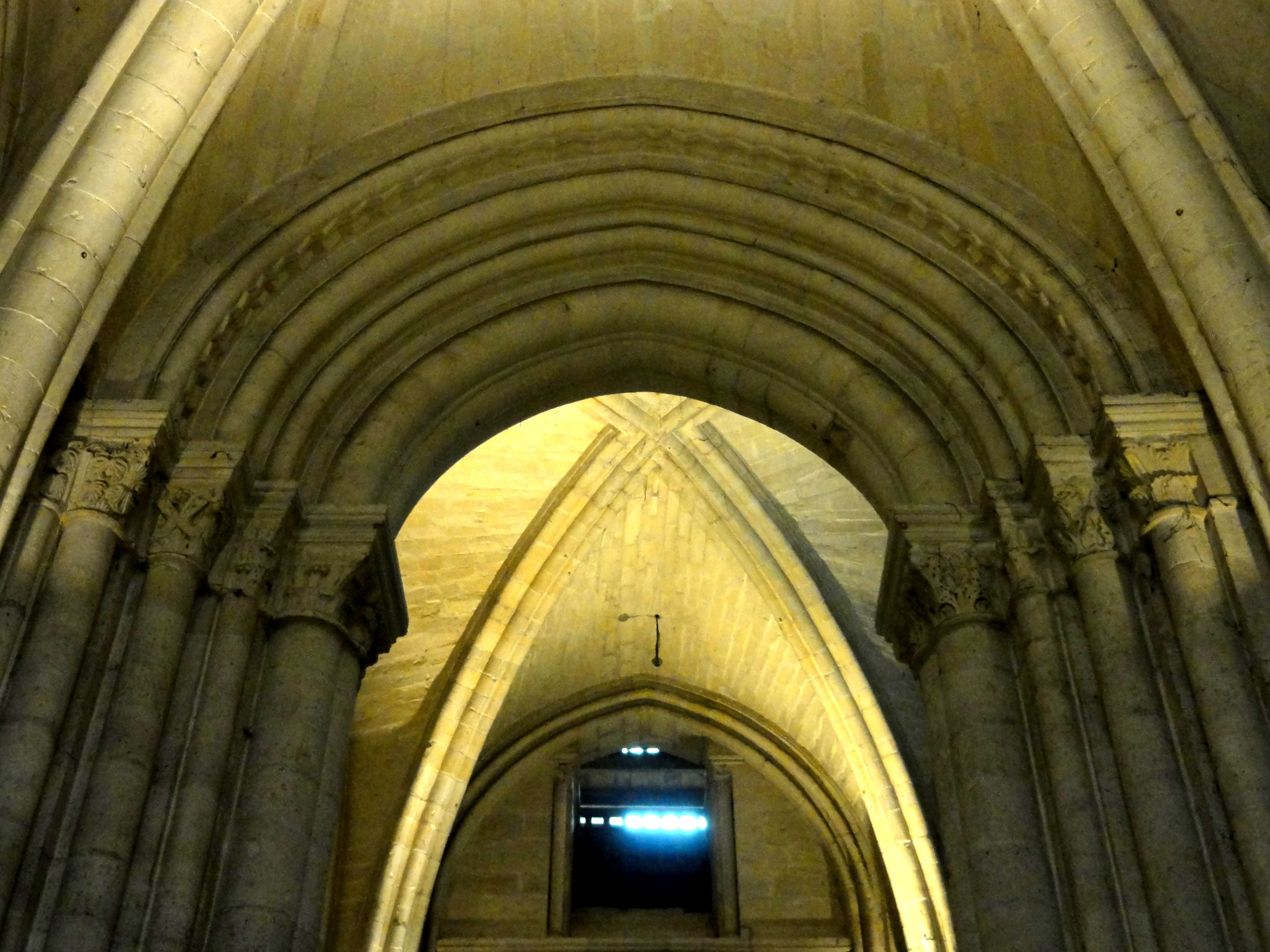
Basilique Saint-Denis, travée sous clocher nord.
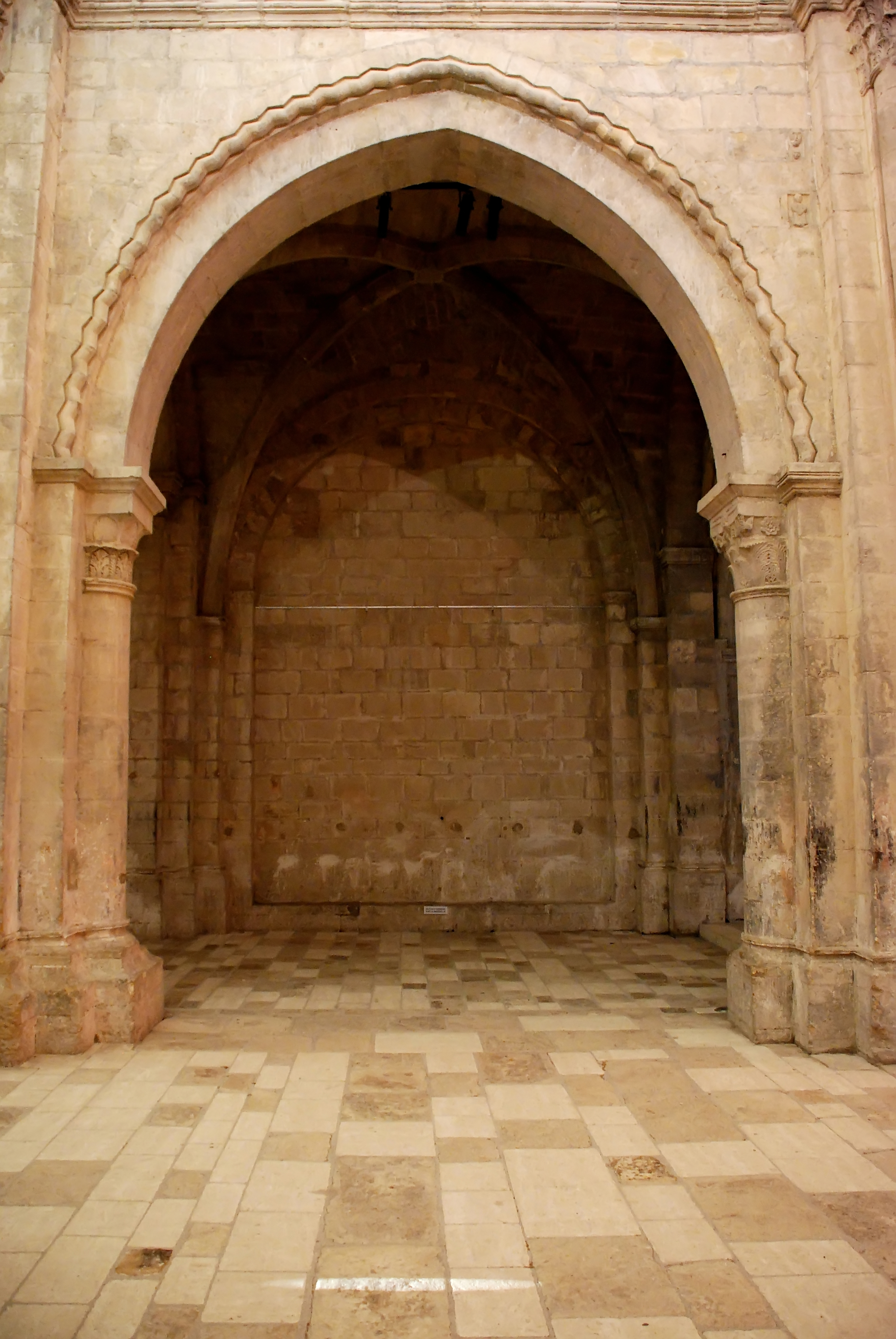
Prieuré Notre-Dame de Salagon, grande arcade.
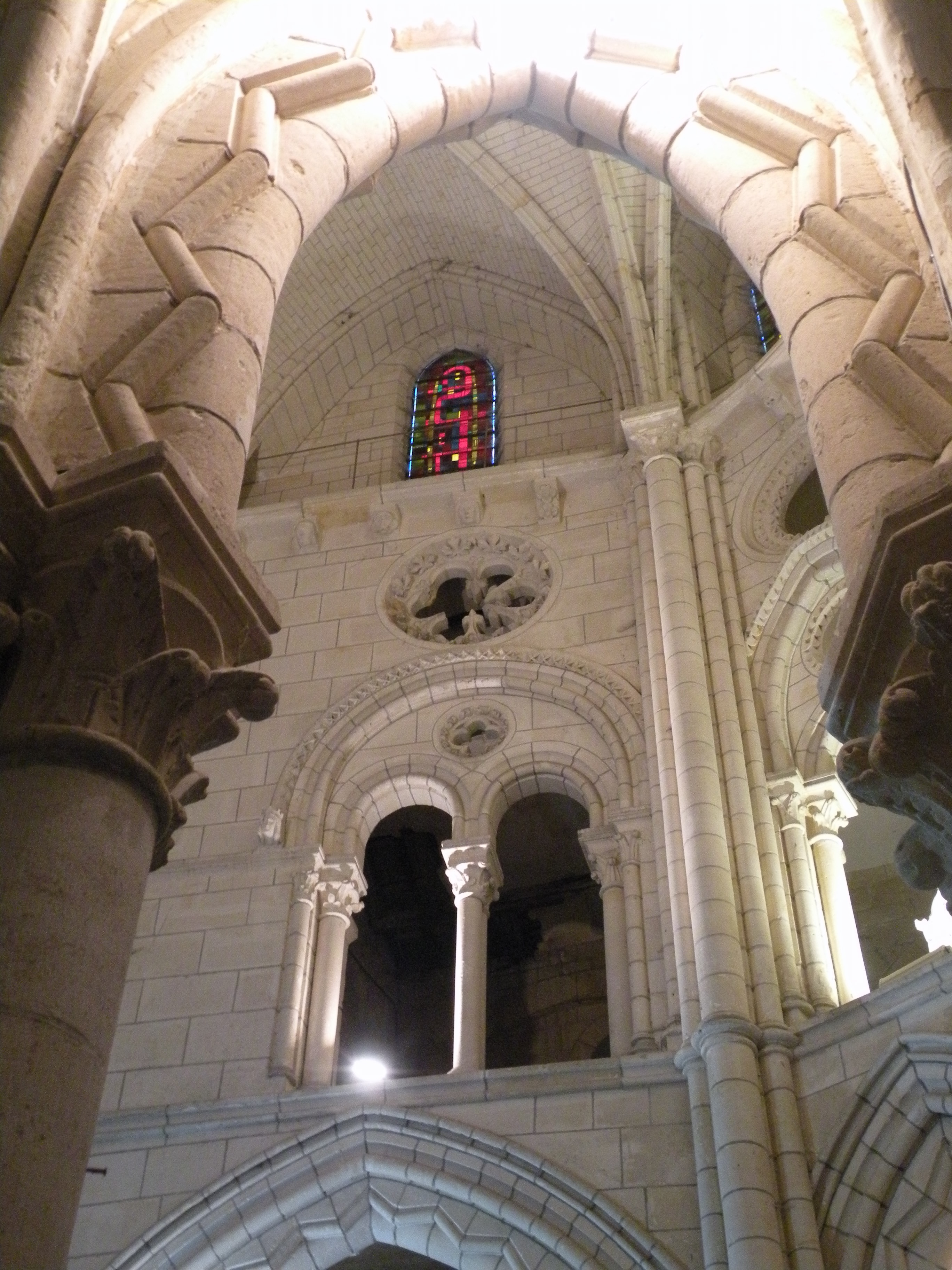
Église Saint-Sulpice de Chars, grandes arcades de l'abside.
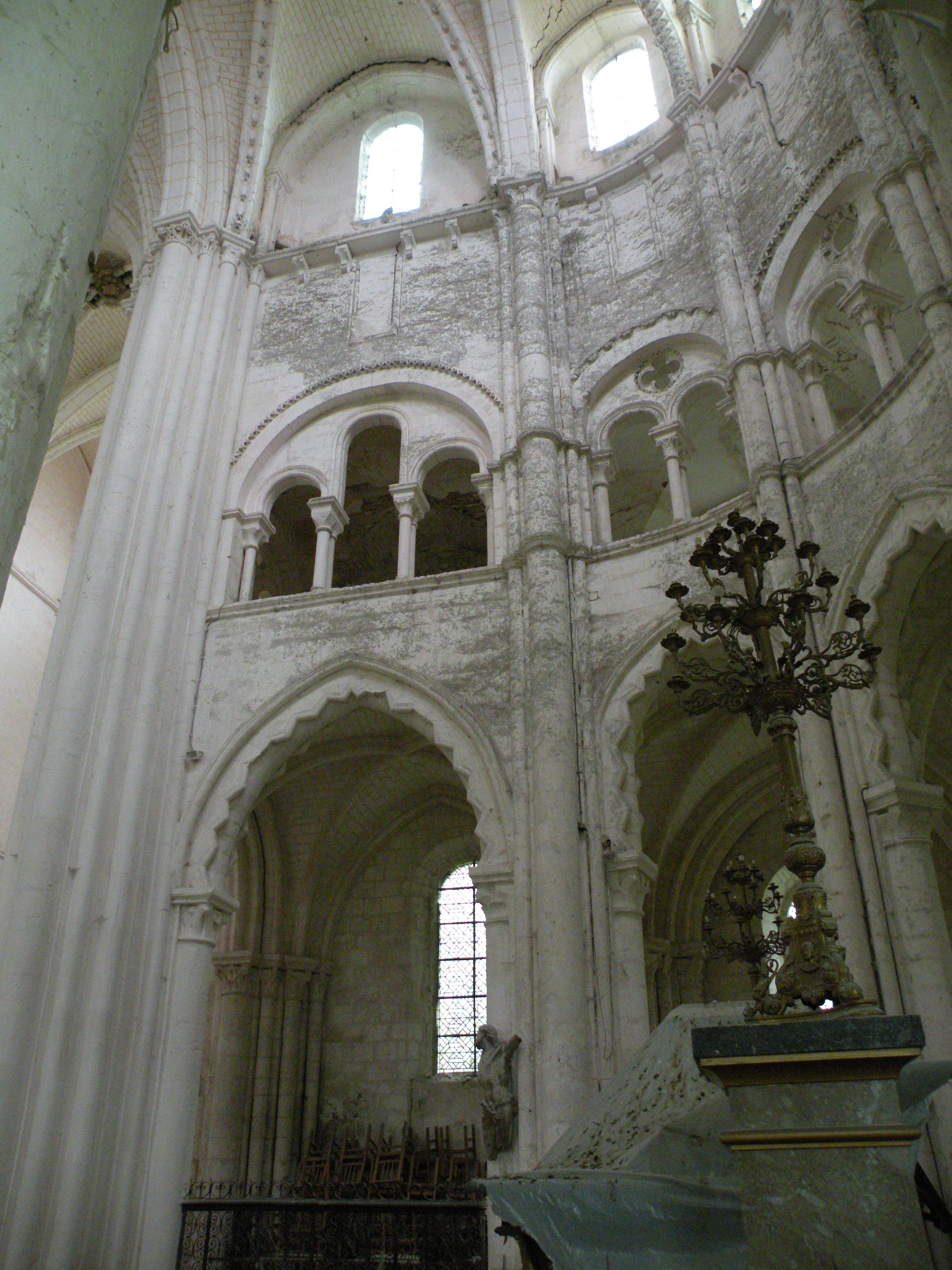
Abbatiale de Saint-Germer, grandes arcades de l'abside.

## Le motif de bâtons brisés dans l'architecture mudéjare

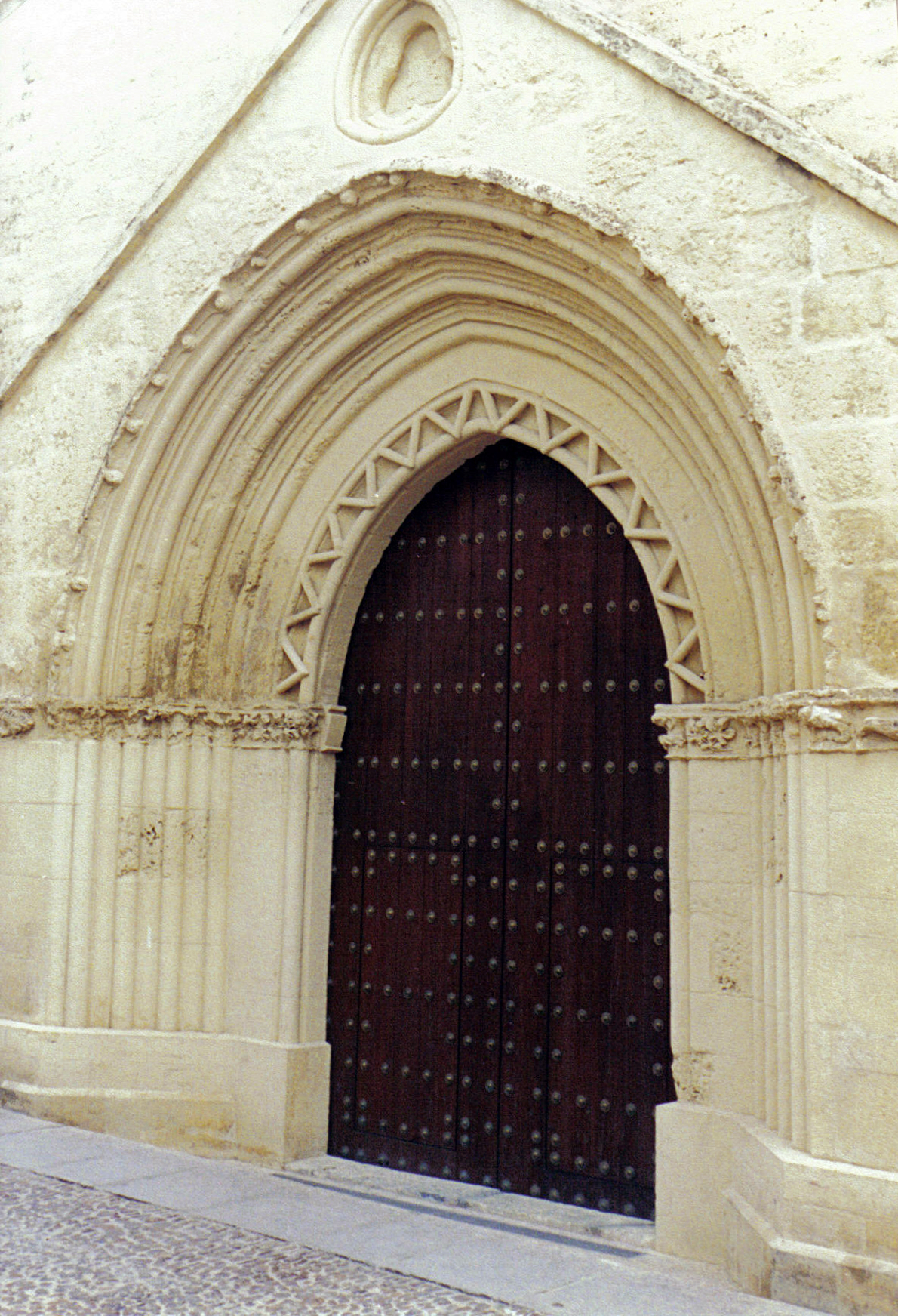
Le portail occidental de l'église de la Magdalena de Cordoue.

Le motif de bâtons brisés se retrouve également en Espagne, dans le style mudéjar, comme au portail méridional et au portail occidental de l'église de la Magdalena de Cordoue, une des douze églises fernandines de Cordoue.

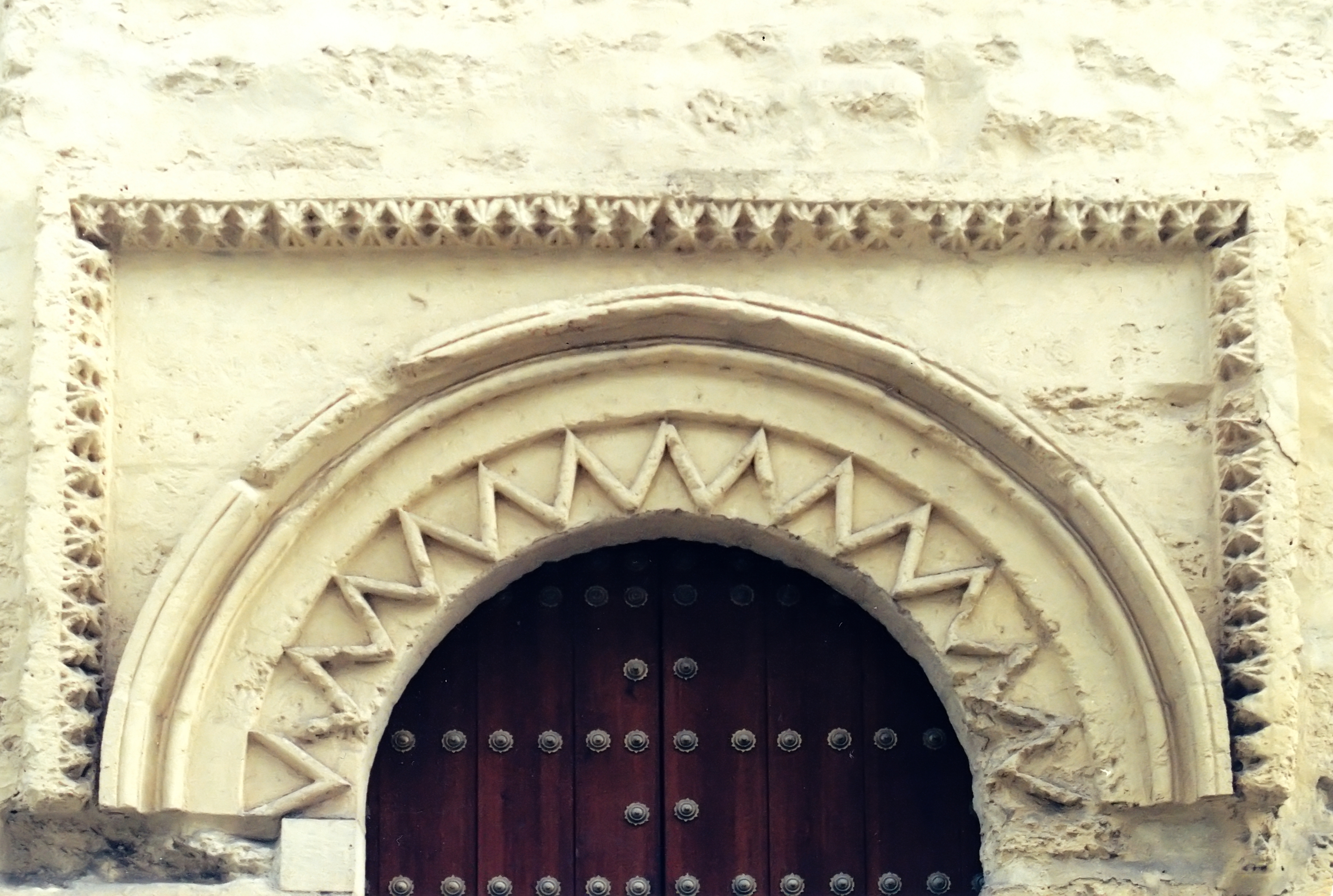
L'arc et l'alfiz du portail méridional de l'église de la Magdalena de Cordoue.

## Le motif de bâtons brisés dans l'architecture néogothique

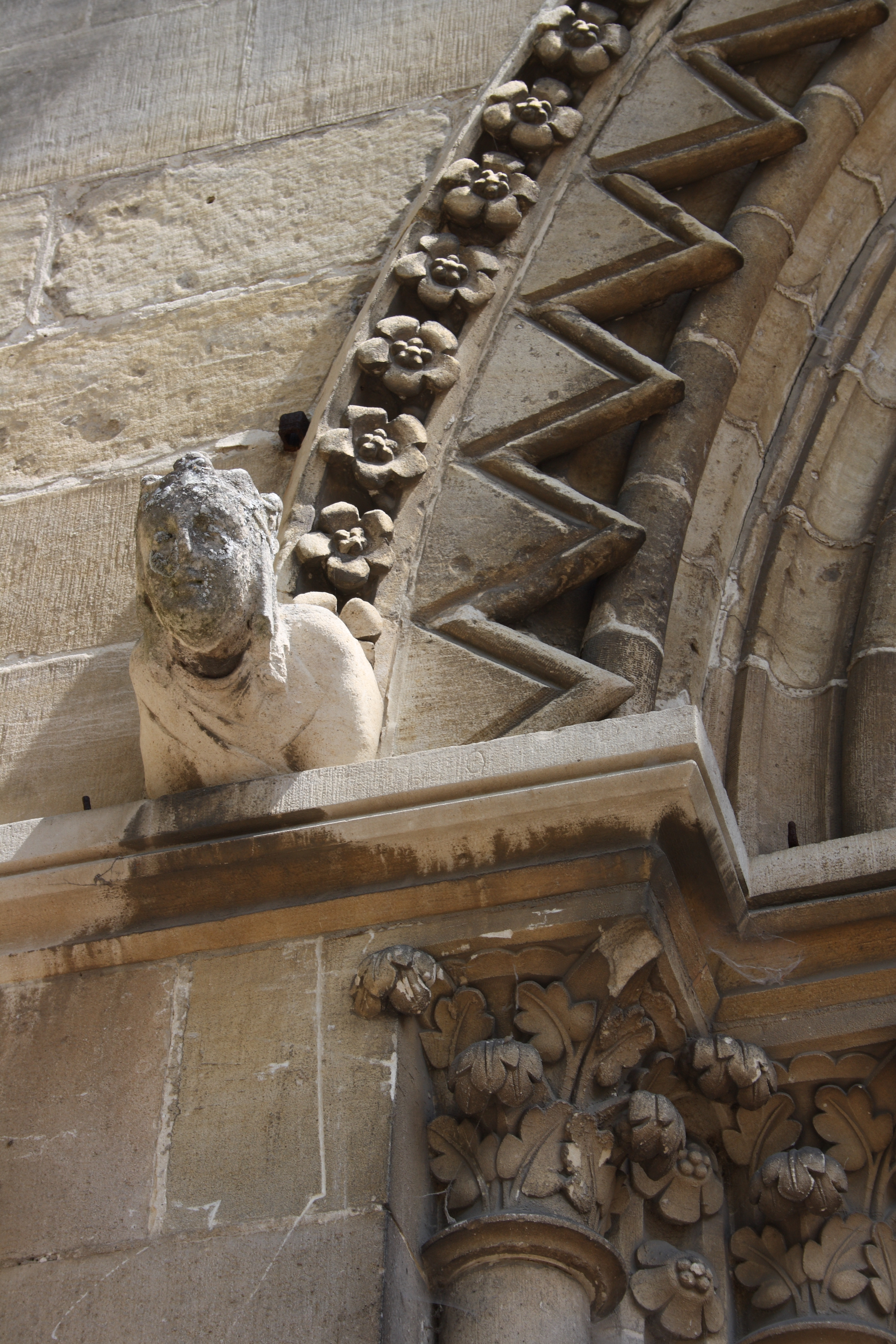
Église Notre-Dame de Taverny.

On retrouve enfin ce motif ornemental dans l'architecture néogothique au XIXe siècle : il orne par exemple le portail occidental de l'église Notre-Dame de Taverny, portail qui date en plus grande partie du XIXe siècle.